# The Little American
The Little American is een stomme film uit 1917 onder regie van Cecil B. DeMille en Joseph Levering. De film is verkrijgbaar als onderdeel van de dvd The Cecil B. DeMille Classics Collection, die tot op het heden nog enkel op regio 1-versie is uitgebracht.

## Verhaal
Het is 1914. Als de Amerikaanse Angela Moore haar Duitse liefje Karl kwijtraakt omdat hij na de uitbraak van de Eerste Wereldoorlog naar Europa gaat, is ze verdrietig. Ook de andere man in haar leven, een Franse hertog genaamd Jules, gaat het leger in.
Angela ziet zelf geen reden om nog langer in Amerika te blijven en gaat ook naar Europa. De boot waarmee ze reist, zinkt na een aanval, maar Angela weet Europa te bereiken. Hier ontdekt ze dat haar tante is overleden en dat een groot gedeelte van haar familie in het ziekenhuis ligt. Als Karl de opdracht krijgt Angela te doden, weigert hij haar neer te schieten. Ook hij zal nu berecht moeten worden. Ze worden echter gered door de Fransen.

## Rolverdeling
| Acteur           | Personage              |
| ---------------- | ---------------------- |
| Mary Pickford    | Angela Moore           |
| Jack Holt        | Karl Von Austreim      |
| Raymond Hatton   | Hertog Jules De Destin |
| Ben Alexander    | Bobby Moore            |
| Edythe Chapman   | Mrs. Von Austreim      |
| Lillian Leighton | Angela's tante         |
| Wallace Beery    |                        |
| Norman Kerry     |                        |
| Colleen Moore    |                        |
| Sam Wood         |                        |
| Walter Long      |                        |
| Ramon Novarro    |                        |